# Kun Kan Chong
Kun Kan Chong (23 aprile 1985) è un ex calciatore macaense, di ruolo attaccante.